# 1612 (фильм)
«1612» — российский историко-приключенческий фильм, фоном для сюжета которого являются события Смуты. Идею снять картину на эту тему режиссёр Владимир Хотиненко вынашивал 25 лет, впоследствии такие же планы возникли и в администрации президента, и при содействии председателя совета директоров бизнес-группы «Ренова» Виктора Вексельберга, вложившего около пяти миллионов долларов, в течение ста дней проходили съёмки фильма. Несмотря на присутствие в фильме исторических персонажей (Ксения Годунова, князь Пожарский), он является больше «костюмным», нежели «историческим», так как реальные факты и события значительно изменены и подчинены вымышленной сюжетной линии.

## Сюжет
В центре сюжета фильма — приключения холопа Андрея, выдающего себя за наёмного испанского артиллериста.
1605 год. После смерти царя Бориса Годунова его вдова и юный наследник Фёдор были убиты в ходе восстания сторонников Григория Отрепьева. В живых осталась лишь дочь Бориса Годунова Ксения. После того, как восшедший на престол самозванец Лжедмитрий также был убит, в России началась Смута.
1610 год. Возле Москвы происходит на глазах у членов Семибоярщины и поляков церемония присяги польскому королевичу Владиславу (а точнее — пустому трону, так как за всё время Смуты Владислав в Россию так и не прибыл), во время которой один из недовольных новой властью людей тут же лишается языка.
Бывший свидетелем убийства царской семьи мальчик-холоп Андрейка вырос и волей судеб оказался в рядах бурлаков, но он по-прежнему не может забыть красавицу Ксению.
Когда только что взявший Андрея в услужение испанский дворянин и наёмник-пушкарь Альвар Борха погиб в схватке с шишами (среди которых тот самый немой человек, которому ранее отрезали язык), Андрей решает выдать себя за испанца. Присвоив его одежду и имя, Андрей пытается при помощи своего друга Костки спасти Ксению Годунову из рук польского гетмана Кибовского, рядом с которым оказался присланный из папского Рима иезуит, и завоевать её сердце.
Ему удаётся сбежать с царевной в город и организовать достойный отпор польским интервентам. В частности, Андрей удачным залпом из пушки уничтожает вражеский пороховый склад. Более того, ему впоследствии удаётся убить в ходе поединка Кибовского (который ранее убил Фёдора Годунова и мать Андрейки), причём фильм завершается разгромом участниками Второго ополчения поляков в битве под Москвой.

## В ролях
| Актёр                | Роль                                 |
| -------------------- | ------------------------------------ |
| Пётр Кислов          | Андрей                               |
| Артур Смольянинов    | Костка друг Андрея                   |
| Михал Жебровский     | польский гетман Кибовский            |
| Виолетта Давыдовская | Ксения Годунова                      |
| Рамон Ланга          | канонир Альвар Борха                 |
| Марат Башаров        | воевода города Наволока Иван Никитич |
| Михаил Пореченков    | князь Пожарский                      |
| Александр Балуев     | Осина атаман шишей                   |
| Валерий Золотухин    | столпник                             |
| Александр Самойленко | Мордан убийца Фёдора Годунова        |
| Виктор Шамиров       | Лавицкий нунций, иезуит              |
| Даниил Спиваковский  | Стёпка Подкова                       |
| Габриэле Ферцетти    | кардинал                             |
| Дмитрий Ульянов      | Лжедмитрий I                         |
| Дмитрий Мухамадеев   | немой                                |
| Эвклид Кюрдзидис     | генуэзец Диего Веласкес              |
| Григорий Данцигер    | оруженосец генуэзца                  |
| Павел Хрулёв         | хорват                               |
| Ян Янга-Томашевский  | польский пушкарь                     |
| Павел Сборщиков      | русский стрелец в городе Наволоке    |
| Владимир Пискунов    | слепой мужик на масленице            |
| Макар Запорожский    | Фёдор Годунов                        |
| Никита Самодралов    | Андрейка в детстве                   |
| Сергей Власов        | отец Андрейки                        |
| Любовь Львова        | Матрёна разбойница                   |
| Вячеслав Жестовский  | Терентий                             |
| Наталья Ноздрина     | Елизавета дочь Терентия              |
| Ирина Никулина       | польская служанка                    |
| Сергей Шимко         | юродивый                             |
| Иван Мацкевич        | боярин                               |
| Евгений Кулаков      | служка                               |
| Олег Корчиков        | учитель фехтования                   |
| Валерий Прохоров     | дьяк                                 |
| Валерий Бондаренко   | боярин                               |
| Борис Шувалов        | боярин                               |
| Владимир Литвинов    | первый боярин                        |
| Александр Андриенко  | боярин                               |
| Виктор Смирнов       | боярин                               |
| Александр Беспалый   | патриарх Гермоген                    |
| Андрей Федорцов      | Кузьма Минин                         |

В киноленте звучит песня-плач, написанная на «стихи самой Ксении Годуновой» и музыку Алексея Рыбникова (исполнитель Zventa Sventana).

### Комментарии
1. ↑  Сцена не вошла в финальный вариант монтажа.
2. ↑  Сцена не вошла в финальный вариант монтажа.